# ルイジアナ州第4区
ルイジアナ州第4区（ルイジアナしゅうだい4く、英:Louisiana's 4th congressional district）は、アメリカの下院における選挙区。 

## 区域

### 現在の区域
- シュリーブポート
- ボージャーシティ

## 歴史
現アメリカ下院議長マイク・ジョンソンの選挙区である。